# St. Elisabeth (Krefeld)

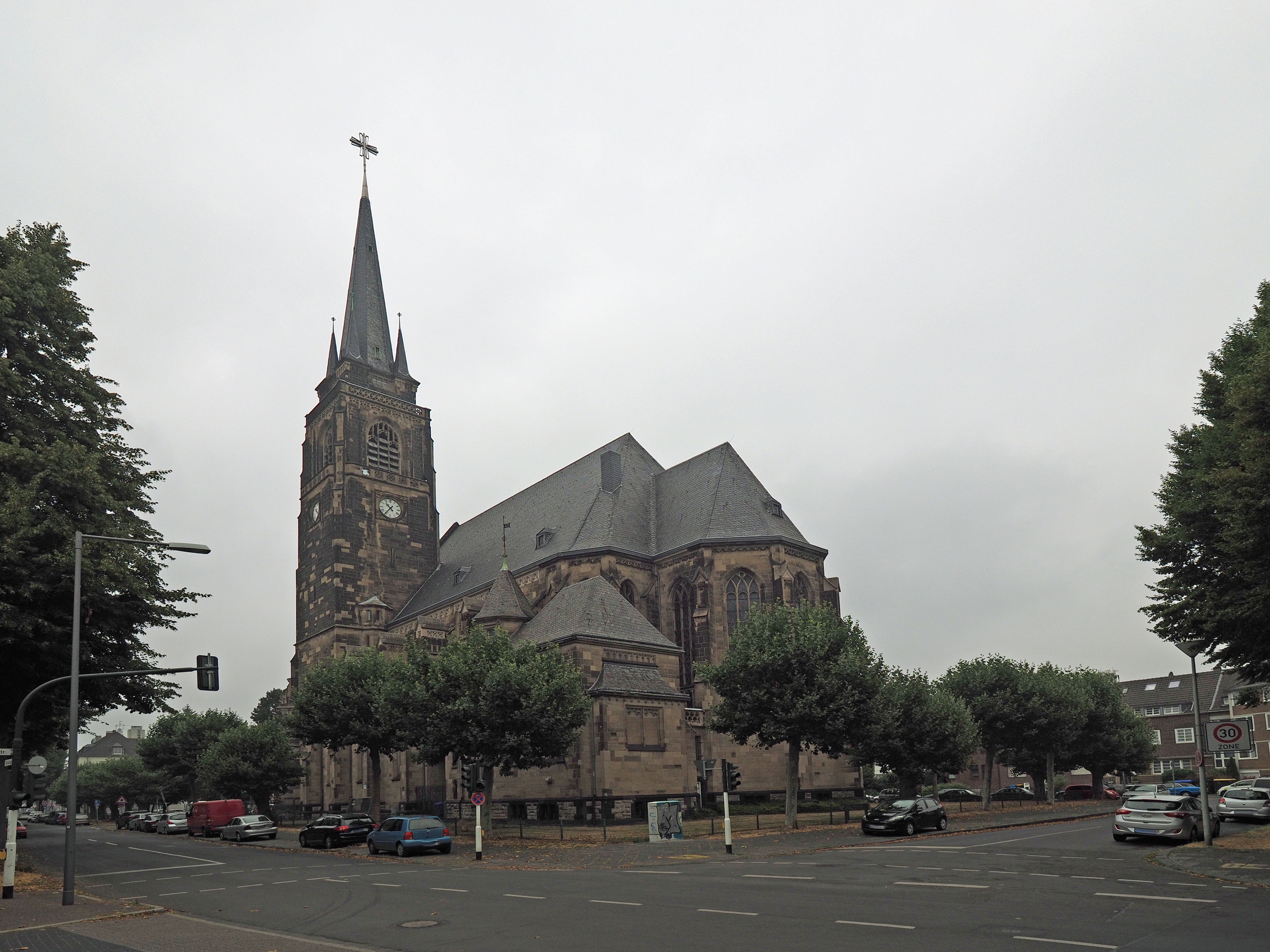
St. Elisabeth von der Viktoriastraße gesehen

St. Elisabeth ist eine römisch-katholische Filialkirche in Krefeld in Nordrhein-Westfalen. Sie steht unter dem Patronat der hl. Elisabeth von Thüringen (Gedenktag 19. November) und gehört zur Pfarre Heilig Geist Krefeld, deren Pfarrkirche St. Stephan ist. Das Gotteshaus wurde von 1912 bis 1915 nach Plänen des Architekten Wilhelm Pauen (1865–1949) erbaut.
Das Kirchengebäude steht im östlich der Innenstadt gelegenen Hardenbergviertel auf dem Viktoriaplatz.

## Geschichte
Das Hardenbergviertel, das im 19. Jahrhundert angelegt worden war, gehörte zunächst zur Pfarre St. Stephan. Aufgrund des Bevölkerungswachstums wurde der Bau einer weiteren Kirche im Pfarrgebiet von St. Stephan erforderlich. Daher beschloss der Kirchenvorstand 1904 den Bau einer neuen Kirche im Osten der Pfarre und kaufte ein entsprechendes Grundstück, das aber später gegen ein anderes getauscht wurde. Der eigens für den Neubau gegründete Elisabeth-Kirchbauverein sammelte fortan Gelder zugunsten der neuen Kirche. Der Düsseldorfer Architekt Wilhelm Pauen wurde mit der Planung der Kirche beauftragt, und am 14. März 1909 genehmigte das Generalvikariat des Erzbistums Köln, zu dem Krefeld bis 1930 gehörte, die Planung. Die heutige Kirche wurde von 1912 bis 1915 erbaut. Die Grundsteinlegung nahm am 3. November 1912 der Kölner Weihbischof Joseph Müller vor, die feierliche Kirchweihe war am 17. Januar 1915.
Am 29. Juni 1918 wurde St. Elisabeth von der Mutterpfarre St. Stephan abgetrennt und zur eigenständigen Pfarrei erhoben.
Im Verlauf des Zweiten Weltkriegs wurde St. Elisabeth am 22. Juni 1943 durch einen Luftangriff schwer beschädigt. Bei diesem Angriff kam auch der damalige Pfarrer Josef Michels ums Leben. Am 11. Januar 1945 folgten weitere Schäden an dem Gotteshaus. Sämtliche Dächer und die Gewölbe der drei mittleren Kirchenschiffe waren eingestürzt, der Innenraum war nahezu komplett zerstört. Beim bis 1954 andauernden Wiederaufbau wurde unter der Leitung des Architekten und ehemaligen Krefelder Stadtbaurats Hans Bachem die äußere Gestalt der Kirche in alter Form wiederhergestellt, im Innenraum aber wurde die Teilung der drei mittleren Kirchenschiffe aufgegeben und ein großes Kirchenschiff geschaffen, das nun von einer flachen Holzdecke überspannt wird. Die beiden niedrigeren äußeren Seitenschiffe blieben inkl. der Gewölbe erhalten.
Die Pfarre St. Elisabeth wurde zum 1. Januar 2010 aufgelöst und mit den ebenfalls aufgelösten Pfarreien St. Stephan, St. Antonius und St. Franziskus zur neuen Pfarre Heilig Geist fusioniert. Pfarrkirche wurde St. Stephan, seitdem ist St. Elisabeth eine Filialkirche dieser Pfarre.

## Baubeschreibung

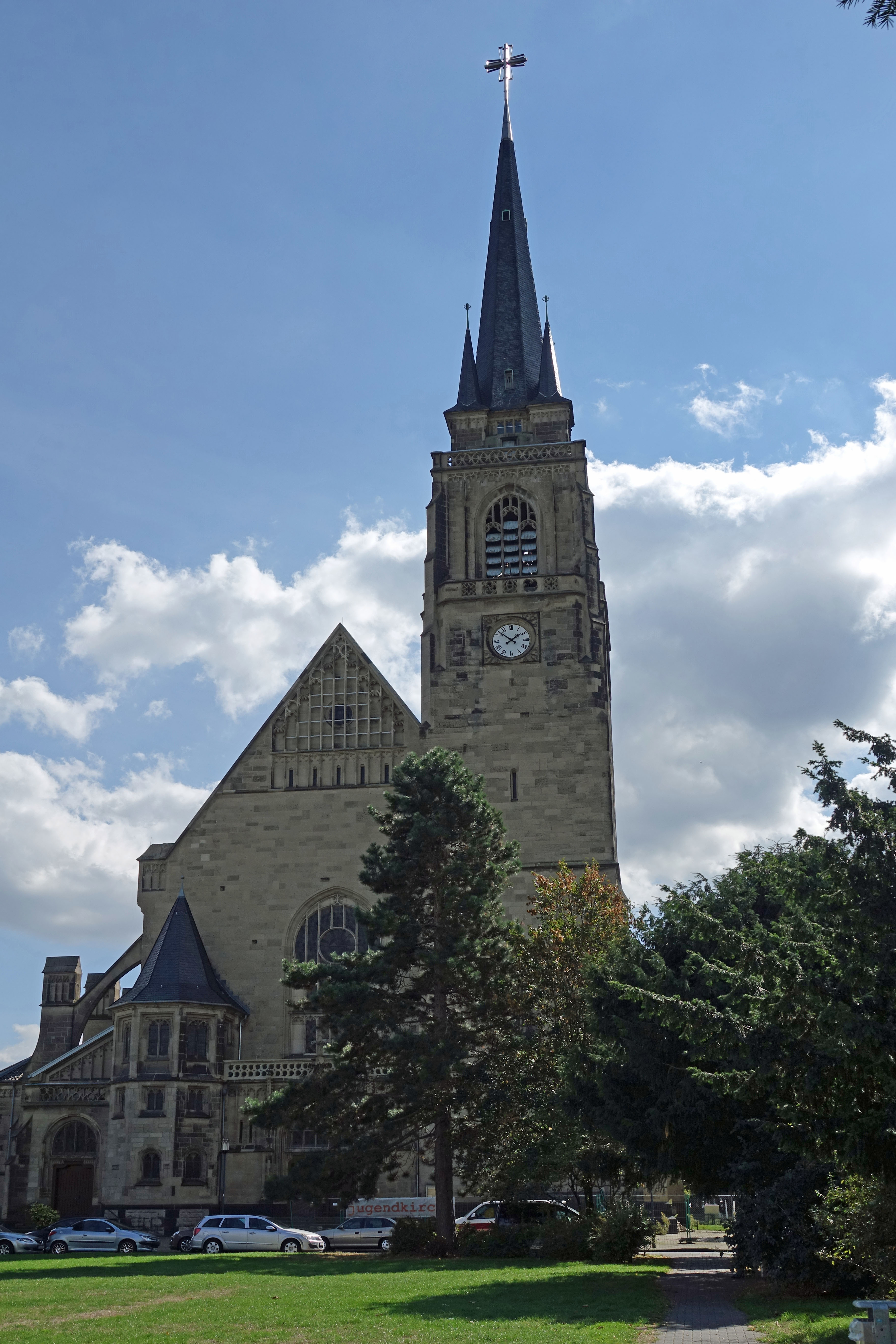
Ansicht vom Viktoriaplatz

St. Elisabeth ist eine fünfjochige und ursprünglich fünfschiffige, heute dreischiffige Basilika in Formen der Neugotik. Das breite Mittelschiff mit flacher Holzdecke schließt im Süden in der Mitte mit einem fünfseitig geschlossenen Chor sowie links und rechts daneben mit kleineren dreiseitig geschlossenen Chören, die noch auf die ehemalige Unterteilung hinweisen. Die niedrigen und mit Kreuzrippengewölben überwölbten der Seitenschiffe sind deutlich niedriger und schmaler. Der eingezogene dreigeschossige Glockenturm steht an der Nord-West-Ecke im Zwickel zwischen Hauptschiff und Seitenschiff. Der achtseitige Turmhelm wird von vier Ecktürmchen begleitet.

## Ausstattung
Von der ursprünglichen Ausstattung haben sich nur das hölzerne Taufbecken aus dem Jahr 1919, die von Else Birks 1929 geschaffene Kupferplattenbekleidung des Tabernakels, die heute in der Tabernakelsäule eingearbeiteten Reste des Hochaltars von 1915 sowie ein Osterleuchter von 1929 erhalten.
Bildhauer Ernst Rasche aus Mülheim an der Ruhr schuf 1988 aus französischem Marmor den am 19. November 1988 geweihten Altar, das Ambo und die Sedilien. Die Orgel wurde 1991 von der Werkstatt Mönch Orgelbau hergestellt und verfügt über 31 Register. Den Orgelprospekt entwarf der Aachener Architekt Franz Reidt. Die Buntglasfenster im Chor sind Werke von Johannes Richstätter aus dem Jahr 1954.

## Pfarrer
Folgende Priester wirkten bis zur Auflösung der Pfarre im Jahr 2010 als Pfarrer an St. Elisabeth:
- 1914–1943: Josef Michels
- 1943–1972: Josef Schaffrath
- 1972–1994: Franz Schnitzler
- 1994–2010: Norbert Lucht